# Teleutaea sachalinensis
Teleutaea sachalinensis är en stekelart som beskrevs av Tohru Uchida 1928. Teleutaea sachalinensis ingår i släktet Teleutaea och familjen brokparasitsteklar. Inga underarter finns listade i Catalogue of Life.